# ServerPark
ServerPark je datacentrum postavené společností VSHosting v roce 2015 v pražské Hostivaři. Lokalita byla vybrána z důvodu bezpečnosti a nízkých rizikových faktorů.

## Výstavba
Celé datacentum je projektováno s ohledem na maximální bezpečnost a postavené bylo podle nejmodernějších standardů. Výstavba objektu o výměře 1500 m2 začala v roce 2014 a stála 250 milionů Kč.

## Kapacita a konektivita
Do ServerParku jsou zavedeny čtyři optické trasy od čtyř providerů. Lze také využít další nezávislé přímé konektivity od UPC, T-mobile i dalších operátorů.
Datacentrum disponuje kapacitou 8000 serverů.[zdroj?]